# Оруэ
Оруэ́ (фр. Aurouër) — коммуна во Франции, находится в регионе Овернь. Департамент коммуны — Алье. Входит в состав кантона Изёр. Округ коммуны — Мулен.
Код INSEE коммуны — 03011.

## Население
Население коммуны на 2008 год составляло 375 человек.
| 1962 | 1968 | 1975 | 1982 | 1990 | 1999 | 2008 |
| ---- | ---- | ---- | ---- | ---- | ---- | ---- |
| 245  | 310  | 310  | 264  | 302  | 319  | 375  |

## Экономика
В 2007 году среди 231 человек в трудоспособном возрасте (15—64 лет) 180 были экономически активными, 51 — неактивными (показатель активности — 77,9 %, в 1999 году было 73,8 %). Из 180 активных работали 173 человека (93 мужчины и 80 женщин), безработных было 7 (1 мужчина и 6 женщин). Среди 51 неактивных 16 человек были учениками или студентами, 21 — пенсионерами, 14 были неактивными по другим причинам.